# Abu Ghraib
Abu Ghraib (أبو غريب en árabe) es una ciudad de Irak, situada a 20 km al oeste de Bagdad en la provincia de Al Anbar. Por ella pasa la antigua carretera a Jordania. En 1944 se creó el distrito de Abu Ghraib.

En esta ciudad está la Prisión de Abu Ghraib, famosa por las torturas y vejaciones allí perpetradas, primero por el régimen de Saddam Hussein y después por el ejército estadounidense, denunciadas en primer lugar por Joseph Darby.
El nombre del lugar se ha traducido como «padre de pequeños cuervos» (en el sentido de «lugar donde abundan pequeños cuervos»), pero se sospecha que esta traducción es una etimología popular y el nombre puede estar relacionado con gharb («oeste» ) en cambio.
La ciudad también alberga la prisión de Abu Ghraib, que fue uno de los lugares donde se encarceló a los disidentes políticos durante el gobierno del ex gobernante Saddam Hussein. Miles de estos disidentes fueron torturados y ejecutados. Después de la caída de Saddam Hussein, las fuerzas estadounidenses en Irak utilizaron la prisión de Abu Ghraib. En 2003, la prisión de Abu Ghraib ganó notoriedad internacional por las torturas y abusos cometidos por miembros del ejército de los Estados Unidos durante el período posterior a la invasión.